# Championnats du monde de cyclisme sur piste 1973
Navigation
Marseille 1972 Montréal 1974
Les championnats du monde de cyclisme sur piste 1973 ont eu lieu à Saint-Sébastien en Espagne. Onze épreuves sont disputées : 9 par les hommes (3 pour les professionnels et 6 pour les amateurs) et deux par les femmes.

## Déroulement des championnats
Malgré un arrêt de la Cour de justice de la Communauté économique européenne à Utrecht, selon lequel les employés jouissent de la liberté de mouvement dans leur région, l'Union Cycliste Internationale avait élaboré de nouvelles réglementations, selon lesquelles les entraineurs en demi-fond devaient être de la même nationalité que les cyclistes dans leur sillage (les entraineurs sont payés par le cycliste). En conséquence, chez les amateurs, l'entraineur Néerlandais Bruno Walrave n'est pas autorisé à prendre le départ pour le coureur allemand Horst Gnas comme auparavant. Le duo était devenu championne du monde ensemble au cours des deux années précédentes. L'entraineur Hans Käb doit le remplacer, arrivant littéralement à la dernière minute en Allemagne. Malgré ces désagréments, Gnas est devenu champion du monde. Walrave et son collègue Norbert Koch ont contesté plus tard avec succès ces règlements. Deux jours après son titre mondial, l'épouse du champion du monde de demi-fond Horst Gnas et sa meilleure amie sont décédées dans un accident. Elles ont été renversées et mortellement blessées par un conducteur ivre lors d'une balade à vélo.
Un incident grave s'est produit lors de la poursuite par équipes : le quatuor allemand composé de Günther Schumacher, Günter Haritz, Peter Vonhof et Hans Lutz se dirige vers une large victoire en finale lorsqu'un commissaire de bord de piste en voulant replacé un boudin, a fait tomber toute l'équipe allemande à 40 mètres de la ligne d'arrivée. Les quatre coureurs se sont écrasés; Lutz et Schumacher ont été grièvement blessés et ont dû être hospitalisés. Les juges du concours ont initialement déclaré l'équipe britannique vainqueur de la course, mais ceux-ci ont refusé la médaille d'or. Après une protestation de la direction de l'équipe allemande, le quatuor allemand est finalement déclaré champion du monde. Pour ce comportement, les poursuiteurs britanniques et l'entraîneur Norman Sheil se sont vu décerner le "Trophée du fair-play" par l'Association des journalistes sportifs allemands.

## Résultats

### Hommes

#### Podiums professionnels
| Compétition            | Or                          | Argent                  | Bronze                    |
| ---------------------- | --------------------------- | ----------------------- | ------------------------- |
| Vitesse individuelle   | Robert Van Lancker Belgique | Giordano Turrini Italie | Ezio Cardi Italie         |
| Poursuite individuelle | Hugh Porter Royaume-Uni     | René Pijnen Pays-Bas    | Ferdinand Bracke Belgique |
| Demi-fond              | Cees Stam Pays-Bas          | Piet de Wit Pays-Bas    | Christian Raymond France  |

#### Podiums amateurs
| Compétition                              | Or                                                                          | Argent                                                             | Bronze                                                              |
| ---------------------------------------- | --------------------------------------------------------------------------- | ------------------------------------------------------------------ | ------------------------------------------------------------------- |
| Kilomètre                                | Janusz Kierzkowski Pologne                                                  | Eduard Rapp Union soviétique                                       | Herman Ponsteen Pays-Bas                                            |
| Vitesse individuelle résultats détaillés | Daniel Morelon France                                                       | Anatoli Iablunovski Union soviétique                               | Giorgio Rossi Italie                                                |
| Poursuite individuelle                   | Knut Knudsen Norvège                                                        | Herman Ponsteen Pays-Bas                                           | Ruppert Kratzer Allemagne de l'Ouest                                |
| Poursuite par équipes                    | Allemagne de l'Ouest Günter Schumacher Peter Vonhof Hans Lutz Günter Haritz | Royaume-Uni Michael Bennett Richard Evans Ian Hallam William Moore | Pays-Bas Gerrie Fens Peter Nieuwenhuis Herman Ponsteen Roy Schuiten |
| Demi-fond                                | Horst Gnas Allemagne de l'Ouest                                             | Rainer Podlesch Allemagne de l'Ouest                               | Gaby Minneboo Pays-Bas                                              |
| Tandem                                   | Tchécoslovaquie Vladimír Vačkář Miroslav Vymazal                            | Union soviétique Viktor Kopylov Vladimir Semenets                  | Allemagne de l'Est Hans-Jürgen Geschke Werner Otto                  |

### Femmes
| Compétition            | Or                                 | Argent                       | Bronze                            |
| ---------------------- | ---------------------------------- | ---------------------------- | --------------------------------- |
| Vitesse individuelle   | Sheila Young États-Unis            | Iva Zajikova Tchécoslovaquie | Galina Ermolaeva Union soviétique |
| Poursuite individuelle | Tamara Garkuchina Union soviétique | Keetie Hage Pays-Bas         | Beryl Burton Royaume-Uni          |

## Résultats détaillés

### Hommes amateurs

#### Vitesse individuelle
Après avoir dû disputer une belle face au Tchécoslovaque Anton Tkáč en quarts de finale, le Français Daniel Morelon s'impose pour la sixième fois en finale de la vitesse individuelle.
- Quarts de finale

| Pos | Nom            | Pays            | 1re manche | 2e manche | 3e manche | Notes |
| --- | -------------- | --------------- | ---------- | --------- | --------- | ----- |
| 1   | Daniel Morelon | France          | ✔️         | -         | ✔️        | q     |
| 2   | Anton Tkáč     | Tchécoslovaquie | -          | ✔️        | -         |       |

- Demi-finales

| Pos | Nom                 | Pays             | 1re manche | 2e manche | Notes |
| --- | ------------------- | ---------------- | ---------- | --------- | ----- |
| 1   | Daniel Morelon      | France           | ✔️         | ✔️        | Q     |
| 2   | Peder Pedersen      | Danemark         | -          | -         |       |
| 1   | Anatoli Iablunovski | Union soviétique | ✔️         | ✔️        | Q     |
| 2   | Giorgio Rossi       | Italie           | -          | -         |       |

- Finales

| Pos                              | Nom                      | Pays             | 1re manche | 2e manche |
| -------------------------------- | ------------------------ | ---------------- | ---------- | --------- |
| Match pour la médaille d'or      |                          |                  |            |           |
| Médaille d'or, monde             | Daniel Morelon           | France           | 12 s 37    | 11 s 47   |
| Médaille d'argent, monde         | Anatoli Iablunovski (es) | Union soviétique | -          | -         |
| Match pour la médaille de bronze |                          |                  |            |           |
| Médaille de bronze, monde        | Giorgio Rossi (es)       | Italie           | 12 s 06    | 11 s 86   |
| 4                                | Peder Pedersen           | Danemark         | -          | -         |
| Match pour la cinquième place    |                          |                  |            |           |
| 5                                | Vladimír Vačkář          | Tchécoslovaquie  | 12 s 13    |           |
| 6                                | Massimo Marino (en)      | Italie           | -          |           |
| 7                                | Niels Fredborg           | Danemark         | -          |           |
| 8                                | Anton Tkáč               | Tchécoslovaquie  | -          |           |

## Tableau des médailles
| Rang | Nation               | Or | Argent | Bronze | Total |
| ---- | -------------------- | -- | ------ | ------ | ----- |
| 1    | Allemagne de l'Ouest | 2  | 1      | 1      | 4     |
| 2    | Pays-Bas             | 1  | 4      | 3      | 8     |
| 3    | Union soviétique     | 1  | 3      | 1      | 5     |
| 4    | Royaume-Uni          | 1  | 1      | 1      | 3     |
| 5    | Tchécoslovaquie      | 1  | 1      | 0      | 2     |
| 6    | France               | 1  | 0      | 1      | 2     |
| -    | Belgique             | 1  | 0      | 1      | 2     |
| 8    | Pologne              | 1  | 0      | 0      | 1     |
| -    | États-Unis           | 1  | 0      | 0      | 1     |
| -    | Norvège              | 1  | 0      | 0      | 1     |
| 11   | Italie               | 0  | 1      | 2      | 3     |
| 12   | Allemagne de l'Est   | 0  | 0      | 1      | 1     |
|      |                      | 11 | 11     | 11     | 33    |